# Glacier Pikes
Glacier Pikes är bergstoppar i Kanada.   De ligger i provinsen British Columbia, i den sydvästra delen av landet, 3 500 km väster om huvudstaden Ottawa.
Trakten runt Glacier Pikes är permanent täckt av is och snö. Runt Glacier Pikes är det mycket glesbefolkat, med 2 invånare per kvadratkilometer.